# 山东蓝翔技师学院
山东蓝翔技师学院，简称山东蓝翔或蓝翔，是位于山东省济南市的一所职业技术学校。该校原名山东蓝翔高级技工学校。对山东蓝翔的调侃曾在网络上形成亚文化。

## 历史

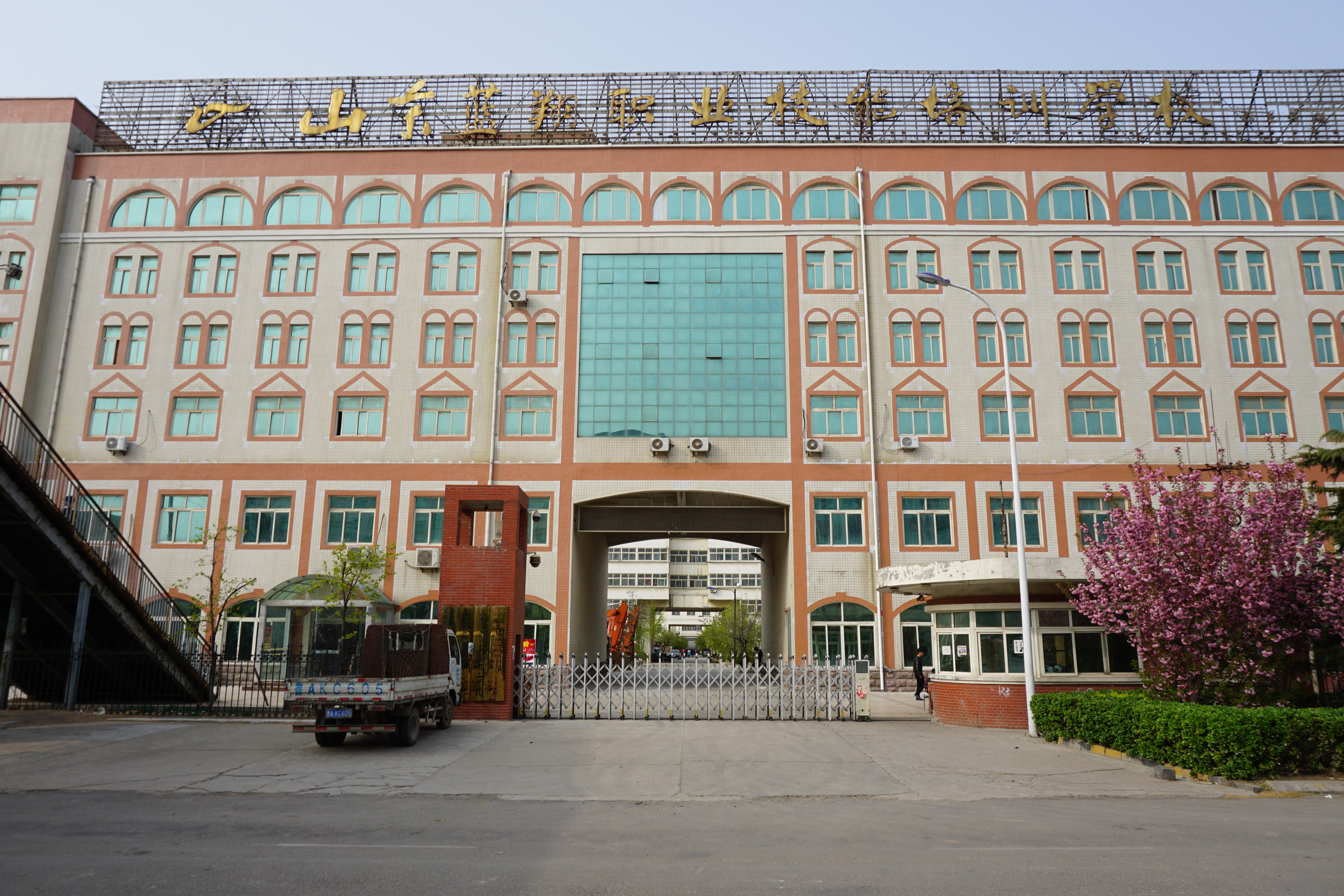
蓝翔技校北区

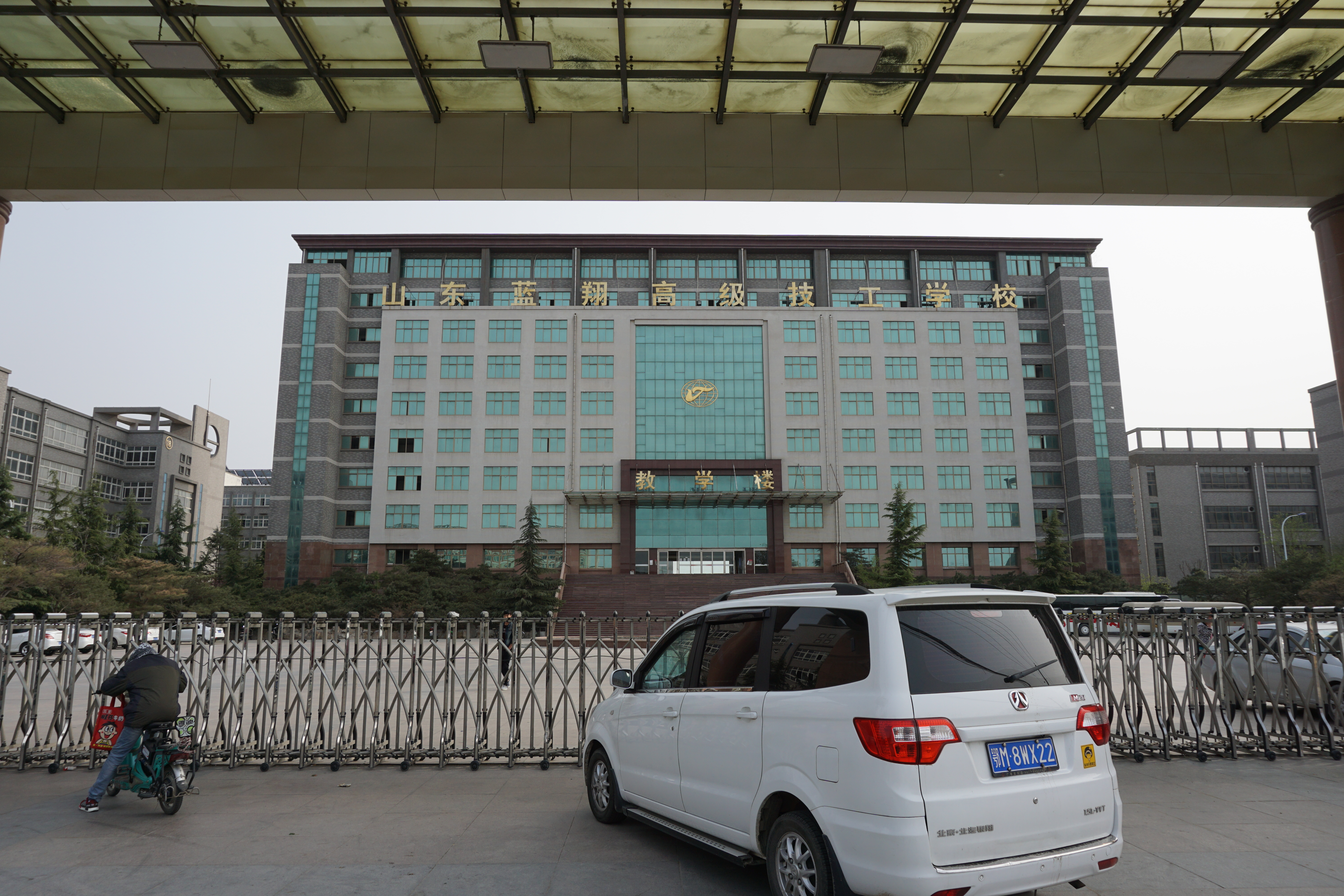
蓝翔技校南区

河南虞城县农民、蓝翔创始人荣兰祥曾在北京学习油漆技术和沙发制作技术，他在北京和石家庄生活过一段时间后，于1984年到山东省济南市，开办油漆技术和沙发制作技术培训班。他借用济南市五十七中的十几间教室，开办蓝翔的前身天桥职业技术培训学校。初期开设三个专业：油漆与沙发制作技术、缝纫、美容美发。学生人数曾达几百人，其中大多是农民。当时济南有大大小小的技术培训学校上千家。天桥职业技术培训学校之后搬到了济南市宝华街。新增摩托车培训专业，吸引了大量学生报读。
1989年，在军队经商时期，天桥职业技术培训学校一度被中国人民解放军收购，法定代表人是军队的一位分管后勤的副局长，荣兰祥依然是学校的实际管理者。军队派人到学校加强管理，也为学习提供了一些教学场地。为此，蓝翔给部队培养转业退役士兵。
1997年，国务院和中央军委成立军队武警部队政法机关不再从事经商活动工作领导小组办公室，规定军队一律不得经商。蓝翔技校开始与军队脱离直属关系，但租用场地等依然继续，直到2001年到2003年后才完全脱离关系。尽管如此，一些员工本身也是部队的人员或家属。此外，蓝翔继续承担一些为军队培养技工的任务，包括挖掘机操作、烹饪专业，并接受退役军人担任教师，以及为济南警备区的民兵营和女民兵连提供训练基地。部队的培训要求相对较高，如无光状况下拆开汽车发动机。
蓝翔技校自称是中国民办职业院校中唯一向部队输送专业技术士官的学校。2002至2007年间，蓝翔技校共培训退伍军人2000多人，安置退伍军人70人，10名军嫂在学校就业。
由于脱离军队，学校可以购置用地。再加上教学规模扩大（自2001年起，蓝翔每年的在校学生规模过万），2001年荣兰祥在济南市药山山脚下买了50亩地，修建蓝翔的东院。2002年左右，荣兰祥再买下了近300亩地，建成西院。2005年左右，荣兰祥相继买下工程机械实习基地（又称北校）的300多亩地，南校的300多亩地，及用于免费试学的实习工厂的约100亩地。形成5个校区占地1000余亩，建筑面积40余万平方米的教学规模。因为是购地用途是教育用地，所以没有支付土地出让金，平均每亩土地的价格约为十几万元人民币。
2017年11月10日，山东省人民政府发出《山东省人民政府关于同意将山东蓝翔高级技工学校改建为山东蓝翔技师学院的批复》（鲁政字〔2017〕197号），批复了济南市人民政府《关于山东蓝翔高级技工学校改建为山东蓝翔技师学院的请示》（济政呈〔2017〕38号），同意将山东蓝翔高级技工学校改建为山东蓝翔技师学院，改建后学院管理体制、经费渠道等事项不变。

## 教学
蓝翔开设专业的参考有两个标准，就业率及工资。对就业率不高和工资不高的专业会撤销。其就业率据称达到100%。
构成蓝翔的收入主要有三个组成部分：
1. 学费以及国家财政补助：国家对于高级技工和技师每年有补助，其中高级技工每人每年补助3600元，技师是4800元。
2. 学生为企业加工配件，企业支付的费用。其中40%给学生（如与与中国重汽集团合作，学生在实践课上生产的配件销售给中国重汽，可得到配件利润的45%作为“工钱”[5]），还有一部分给老师，余下是学校收入。
3. 企业给学校的就业费。企业要招蓝翔的学生，要提前三个月到半年交钱预订，每个学生1000元到3000元费用不等[4]。

在2014年，蓝翔开设的为期两年半的汽车维修班学费32890元，其中实际学费23140元，广告费2000元，教师工资7500元，水电费250元。
而学校收入大量投入到学校的硬件配置及原料消耗之中。如烹饪专业，2014年学生一年需要实习400多道菜，实习材料的消耗费用就需要7000多元。学校甚至购置近两年的车辆回来让学校学习如何修理。
新生入学后，需接受2周的军训。而每天清晨6点10分，全校学生都会以班级为单位跑操。学校共有五个校区，其中三个校区有封闭的天桥连接。学校对学生进行军事化管理，一周上六天课，周日才可以外出。所有的教室、图书馆、餐厅以及公共空间都安装了摄像头。
学校内有一个可以容纳2000人同时使用的计算机机房。荣兰祥说该校有15年的计算机课程培训史，拥有超过1300台计算机的大型机房，他称这是一项吉尼斯世界纪录。
学校最初在电线杆贴招生广告，后在山东人民广播电台打广告。1990年开始蓝翔在山东电视台做广告。2000年以后蓝翔聘请唐国强担任代言人。口号是“挖掘机技术哪家强？中国山东找蓝翔。”校长荣兰祥在接受媒体采访时称，之所以找唐国强做蓝翔技校的代言人，是因其扮演的均为正面人物，形象好。平均每年蓝翔要在广告上投入约两三千万元的费用。2014年10月，蓝翔技校推出其新版宣传片，代言人依旧是唐国强。
济南孝里镇的一些农民在蓝翔培训电焊后，甚至以劳工的名义获得了澳大利亚的居住权。新闻报道出来后，吸引了大量农民前来学校电焊技术。

## 争议

### 被疑攻击谷歌事件与流行文化
2010年2月18日，美国《纽约时报》刊发署名John Markoff和David Barboza的文章《两所中国学校被指与网络攻击有关》，文章援引Google、Yahoo!、Adobe等公司网络被攻击的“极光行动”事件匿名调查专家称，上海交通大学和山东蓝翔高级技工学校参与了攻击，报道中美国计算机安全行业及美国政府分析人士对幕后策划者及目的等的解释众说纷纭。蓝翔技校计算机系主任承认该校每年有四五个学生从计算机系毕业参军，但否认学校与攻击有任何关系。该报道发出后，该校创始人荣兰祥和办公室主任回应表示指控“纯属瞎编”、“笑话”。
2011年6月，Google公司声称其下属的Gmail服务中有多位知名人士的帐号被黑客入侵，入侵源是中国济南。随即中华人民共和国外交部反驳其“无中生有，别有用心”。蓝翔技校工作人员表示“此事与该校无关”。2011年6月2日美国《华尔街日报》报道，专门研究中国的美国网络安全专家詹姆斯·穆尔维农（James Mulvenon）表示曾有人企图利用电子邮件向一家美国国防承包商发起定向攻击，蓝翔技校就是其中一个源头，他还说山东蓝翔技校的在线人数曾创下吉尼斯世界纪录，是个不错的作为掩护的地方。
2013年，同时刊载于8月25日深圳报业旗下《晶报》和8月号《时尚先生》杂志的文章《黑进蓝翔》中，笔名海草的记者假装学生报名入学蓝翔技校的网络技术班，但在20天的体验中，通过亲身体验和观察，并未发现有黑客存在的证据。
自从《纽约时报》报道声称蓝翔技校参与攻击Google后，该校接到中国各地打来的大量电话，询问该校电脑教学课程，并表示有意报考这家学校。同时，报道也引来黑客的攻击，以2014年为例，国外黑客每天试图入侵蓝翔技校网站70-80次，网站资料常被清空。亦有报道认为，蓝翔借黑客事件为学校做宣传存在炒作嫌疑，以吸引足够生源。
美国媒体声称蓝翔技校攻击谷歌的报道转载至中国大陆后，不少中国大陆网友认为这个消息很可笑和离谱，对此进行了热议和嘲讽。并产生了针对此事的恶搞文化。与此同时，自从《纽约时报》报道后，该校接到中国各地打来的无数招生咨询电话的同时，蓝翔技校招生电话也受到网友调侃。2014年1月中国大陆由于DNS解析故障，造成全国大面积网络瘫痪，事发后蓝翔技校再遭调侃，网友称这次攻击是蓝翔的“寒假作业”。同年中国中央电视台春节联欢晚会上，演员黄渤身穿深蓝色演出服出场，被网友调侃为“蓝翔技校校服”。
蓝翔技校被网友起的别名为“Blueshit Institute of Technology”或“布鲁谢特大学”（“翔”在中国网络流行语中有代表“屎”意）。此外蓝翔在电视上的广告词也遭到恶搞。“学挖掘机技术哪家强，中国山东找蓝翔”也经常被网友修改和恶搞，如一则蓝翔学生跨省打架新闻下，就会有类似“打架技术哪家强，中国山东找蓝翔”等起哄恶搞。

### 斗殴事件
2014年9月5日，中国河南省商丘市天伦花园门口附近发生一场数十人参与的斗殴，蓝翔技校校长荣兰祥的岳父孔令荣在这场斗殴中受伤。事后，针对山东蓝翔高级技工学校副校长带老师学生跨省与校长岳父一家斗殴一事，2014年9月19日蓝翔技校一位负责人回应称，校方带师生去河南商丘是去给天伦小区打扫卫生。对于蓝翔技校学生在前一日爆料称确系被老师叫去打架的说法，该负责人回应称可能是学生理解错误。2015年12月26日，河南省商丘市梁园区人民法院作出一审判决，蓝翔技校的四名领导和职工，以及孔方的四名亲属分别被判处四至六年的有期徒刑。

### 异地就业
一直以來，蓝翔技校对外宣称毕业生能够“百分之百就业”，蓝翔有能力把毕业生安排到全国各地单位。而根据多位接近蓝翔的知情人士的说法，异地分配工作实质上是蓝翔拖延学生的一种手段，目的则是向毕业生收费。根據藍翔本校学生反映，毕业生要服从异地就业安排，否则领不到毕业证，而且去单位报道4个月后方可领毕业证，并需缴纳“就业费”1000元。

### 學員放牧
經記者採訪發現，學員在挖掘机专业实习基地（即北校）學習挖掘機必須輪班放牧。

### 退费侮辱
2016年8月5日，蓝翔技校学生退学费被要求脱裤子顺着跑道跑步，後学生要求解释被学校领导层侮辱及殴打，并被迫删除视频、录音等记录，学生以“打架斗殴”为原因被开除。